# .mk
.mk為北馬其頓國家及地區頂級域（ccTLD）的域名。該域名於1993年9月23日啟用，該域名由马其顿学术研究网络 (MARnet) 管理。一般註冊域名无限制，非北马其顿當地人也能註冊，某些子域名可能有限制。

## 外部連結
- Macedonian Academic Research Network
- IANA .mk whois information（页面存档备份，存于）